# ФК Посушје
НК Посушје (Nogometni klub Posušje) је босанскохерцеговачки фудбалски клуб из Посушја, који је члан Друге лига Федерације Босне и Херцеговине.

## Историја
Клуб је основан 1950. године под именом НК Зидар. Такмичио се у Херцеговачкој лиги која је била у ранги треће лиге. Неко време је носио и име НК Младост. Отварањем рудника боксита на подручу општине Посушје, он постаје спонзор клуба и клуб од 1963. године мања име у НК Боксит. које је задржао до распада бивше државе. 
Новом организацијом фудбалског спорта у Босни и Херцеговини клуб опет мења име у НК Посушје. а захваљујући добрим резултатима, клуб се такмичи у највишем рангу такмичења Херцег Босне. У сезони 1998/99, осваја 1. место и пласира се у квалификације за првака Босне и Херцеговине, под покровитељством УЕФА-е, које се нису одиграле. Титулу првака поновно су освојили следеће године у сезони 1999/2000, и тако прославили 50. годишњицу постојања и пласман у Премијер лигу Босне и Херцеговине

### Стадион
Своје утакмице клуб игра на стадиону Мокри Долац који се налази у центру места. Капацитет стадиона је 8.000 места од тога 5.500 су места за седење. После оштећења у току рата стадион је реновиран 1998. када је направљена северна трибина, обновљена јужна испод које се налази пословни простор, канцеларије и свлачионице клуба. Око стадиона направљен је велики паркинг.
Боје клуба су светло плаво бела (плавп-бело, плаво бело), а резервна боја је црвена.
Навијачи клуба се зову Поскоци -Посушје

## НК Посушје на вечној табели клубова уПремијер лиги БиХод оснивања 2002/03
стање после сезоне 2006/07.
| Плас. | Тим        | Број сезона | ИГ  | Д  | Н  | ИЗ | ГД  | ГП  | Бод |
| ----- | ---------- | ----------- | --- | -- | -- | -- | --- | --- | --- |
| 07.   | НК Посушје | 05          | 158 | 64 | 22 | 72 | 191 | 243 | 214 |